# Hraniční přechod Dolní Dvořiště – Wullowitz
Hraniční přechod Dolní Dvořiště – Wullowitz (německy Grenzübergang Wullowitz–Dolní Dvořiště) je bývalý silniční hraniční přechod na česko-rakouské státní hranici na hraničním úseku III/29 - III/30- III/30b mezi českou obcí Dolní Dvořiště (okres Český Krumlov, Jihočeský kraj) a rakouskou obcí Wullowitz (okres Freistadt, Horní Rakousy). Přechod leží v nadmořské výšce 616 m n. m. na silnici I/3 a Evropské silnici E55; za hranicí pokračuje rakouská silnice B310. Před zrušením byl určen pro pěší, cyklisty, motocykly, osobní automobily, autobusy a nákladní automobily.
Hraniční přechod byl zrušen při vstupu České republiky do Schengenského prostoru v roce 2007. V případě dočasného znovuzavedení ochrany vnitřních hranic je provoz na hraničním přechodu upraven Sdělením Ministerstva vnitra č. 395/2021 Sb.

## Další informace
- Hraniční přechod se nachází v Novohradském podhůří.
- Západně od bývalé celnice stál objekt 2. roty 15. brigády Pohraniční stráže.
- 27. dubna 1981 zde Státní bezpečnost při akci „Delta“ zadržela karavan, který ze Západu přivážel knihy a časopisy; následoval jeden z největších zátahů proti českým disidentům.[3]
- Po vstupu České republiky do Schengenského prostoru zanikly pasové kontroly a budova celnice byla převedena z majetku státu do majetku obce; zastřešení osobní celnice bylo demontováno a objekty pronajaty.